# Gerhard Mammen
Gerhard Mammen (* 22. August 1947 in Hamburg; † 11. Juli 2012 in Ansbach) war ein deutscher Ökonom und Professor für Volkswirtschaftslehre, Regionalökonomie und Personalführung. Bis zu seinem Tod war er Präsident der Hochschule Ansbach.
Mammen absolvierte in Hamburg das Abitur, leistete danach seinen Grundwehrdienst ab und studierte anschließend an der Universität Hamburg Volkswirtschaftslehre. Dieses Studium schloss er 1974 mit dem Diplom ab. Nach dem Diplomabschluss war er wissenschaftlicher Assistent an der Universität-Gesamthochschule Essen und promovierte dort 1977. Von 1982 an war Mammen für die IHK Osnabrück-Emsland tätig, ab 1985 als Geschäftsführer.
1996 folgte er dem Ruf an die neu gegründete Fachhochschule Ansbach. Er war damit einer der Professoren der ersten Stunde und maßgeblich am Aufbau der Hochschule beteiligt. Bevor er 2003 zum Präsidenten der Hochschule gewählt wurde, war er Dekan der Fakultät Wirtschafts- und Allgemeinwissenschaften. Während seiner Amtszeit forcierte er den schrittweisen Ausbau der Hochschule und schloss internationale Partnerschaften, u. a. zur Shandong University in China, der Missouri Southern State University in den USA und der Technischen Universität Liberec (Tschechien). Zudem gehörte Mammen bis zu seinem Tod dem Direktorium des Bayerischen Hochschulzentrums für China an und war Gründungsmitglied des Hochschule Bayern e. V.
Er verstarb zwei Monate vor seiner geplanten Pensionierung am 11. Juli 2012 in seinem Dienstzimmer.
Gerhard Mammen war Vater von zwei Töchtern und zwei Söhnen.